# Vicente Ten Oliver
Vicente Ten Oliver, né le 19 avril 1966, est un homme politique espagnol membre de Ciudadanos.
Il est élu député de la circonscription de Valence lors des élections générales de décembre 2015.

## Biographie

### Vie privée
Il est marié et père de trois filles.

### Profession
Vicente Ten Oliver est titulaire d'une licence en sciences économiques et entrepreneuriales. Il possède un master en gestion d'entreprises et un master en taxation. Il est technicien des finances de l'État.

### Carrière politique
Il est membre de Ciudadanos depuis le 1er décembre 2014.
Le 20 décembre 2015, il est élu député pour Valence au Congrès des députés et réélu en 2016.